# Włodzimierz Ormicki
Włodzimierz Ormicki (ur. 18 maja 1905 w Krakowie, zm. 13 maja 1974 w Bydgoszczy) – polski dyrygent i kompozytor.
Współorganizator Wielkiej Orkiestry Symfonicznej Polskiego Radia w Katowicach, dyrektor artystyczny Opery Śląskiej w latach 1953-1963, nast. kierownik artystyczny bydgoskiej Opery w latach 1969-1974.

## Życiorys
Zdobył wykształcenie muzyczne w Krakowie, Wiedniu i Monachium. Rozpoczynał działalność artystyczną jako dyrygent i korepetytor na terenie Niemiec i Szwajcarii. Po powrocie do kraju (1929) związał się z muzycznymi scenami Krakowa i Warszawy. Po wojnie współpracował w Katowicach (WOSPR) z Grzegorzem Fitelbergiem, karierę dyrygencką rozwijając w Filharmonii Łódzkiej i Operze Wrocławskiej. Przez 10 lat (1953-1963) był dyrektorem, kierownikiem artystycznym i dyrygentem Opery Śląskiej w Bytomiu. Potem przez dwa lata piastował podobne stanowisko w Filharmonii Wrocławskiej. Współpracował także z Narodową Orkiestrą Symfoniczną Polskiego Radia w Katowicach. Wszędzie postrzegano go jako wszechstronnego muzyka, artystę o wielkim autorytecie zawodowym.
W 1969 objął kierownictwo artystyczne Opery i Operetki w Bydgoszczy. Jego kadencja była krótka, ale bardzo znacząca w historii bydgoskiego teatru operowego. Podniesiono poziom muzyczny spektakli operowych, wprowadzono do repertuaru wybitne dzieła literatury operowej, m.in.: Czarodziejski flet, Poławiacze pereł, Don Carlos. Ponadto rozpoczęto wymianę zagraniczną pomiędzy teatrami z sąsiednich krajów: NRD, Czechosłowacji i Rumunii. Doniosłym wydarzeniem artystycznym stał się prowadzony przez niego duży Koncert Beethovenowski, z okazji 200. rocznicy urodzin kompozytora (24 listopada 1970)
Pochowany w Krakowie.

## Ważniejsze kompozycje
- „Sinfonietta” na orkiestrę (1926)
- „Pieśni” na mezzosopran z sekstetem smyczkowym i harfą (1928)
- „Pieśni” na sopran z kwintetem smyczkowym i fletem (1933)
- „Miłostki ułańskie”, opera komiczna w jednym akcie (1939)
- „Suita kolędowa” (wersja I) na orkiestrę (1940)
- „Msza” na chór męski i organy (1941)
- „Suita kolędowa” (wersja II) na głosy solowe i orkiestrę (1941-42)
- „Msza” na chór mieszany, organy i zespół instrumentów dętych (1942)
- „Improwizacja” na orkiestrę (1942)
- „Nasz dzień”, cykl utworów na fortepian (1943)